# Anaxagorea luzonensis
Anaxagorea luzonensis är en kirimojaväxtart som beskrevs av Asa Gray. Anaxagorea luzonensis ingår i släktet Anaxagorea och familjen kirimojaväxter. Inga underarter finns listade i Catalogue of Life.